# 崔賢京
崔賢京（韓語：최현경，1961年3月12日—），大韓民國電視編劇。

## 作品

### 電視劇
- 1993年：SBS《女人的鏡子》
- 1996年：SBS《像他們那樣》
- 1999年：SBS《現在戀愛的時候》
- 2001年：KBS《脆弱的心》
- 2003年：KBS《百萬朵玫瑰》
- 2005年：KBS《悲傷啊，再見！》
- 2007年：KBS《比天高比地厚》
- 2008年：SBS《菜鳥變鳳凰》
- 2010年：SBS《鄰居冤家》
- 2011年：MBC《就像今天一樣》
- 2012年：MBC《蠢才松糕》（特別劇）
- 2013年：MBC《愛能給別人嗎》
- 2015年：KBS《青鳥之家》（第1－4集）[1]

## 經歷
- 韓國放送作家協會（理事）

## 獲獎
2001年：KBS演技大賞 - 作家賞（脆弱的心）

## 腳註
1. ↑  因健康問題而退出。